# N. Horváth Béla
N. Horváth Béla, egyes hivatkozásokban Bogyiszlai N. Horváth Béla (Bogyiszló, 1953. július 27. –) magyar irodalomtörténész, pedagógus, egyetemi tanár, 2018-ig a Pécsi Tudományegyetem Kultúratudományi Pedagógusképző és Vidékfejlesztési Karának dékánja. 2006-2010 között a Pécsi Tudományegyetem rektorhelyettese.
| Bogyiszlai N. Horváth Béla                | Bogyiszlai N. Horváth Béla                |
| Kattints az alábbi külső linkek egyikére! | Kattints az alábbi külső linkek egyikére! |
| ----------------------------------------- | ----------------------------------------- |
| Nem található szabad kép.(?)              |                                           |
| külső link · jogvédett                    | N. Horváth Béla fényképe.                 |

## Élete
1972-1977 között a József Attila Tudományegyetem Bölcsészettudományi Karának magyar-orosz szakos hallgatója volt. 1976-1984 között a bonyhádi Petőfi Sándor Gimnázium oktatója volt. 1980-ban egyetemi doktori címet szerzett. 1984-1995 között a Kaposvári Tanárképző Főiskola tanszékvezető főiskolai tanára volt. 1995-2000 között az Illyés Gyula Pedagógiai Főiskola tanszékvezető főiskolai tanára, 1995-2006 között főigazgatója volt. 2007-2010 között a Pécsi Tudományegyetem rektor-helyettese, 2010-től a Pécsi Tudományegyetem Illyés Gyula Karának dékánja. 2015-től 2018-ig a Pécsi Tudományegyetem Kultúratudományi Pedagógusképző és Vidékfejlesztési Karának dékánja.
Kutatási területe a modern magyar irodalom, Népi irodalom, Illyés Gyula, Irodalomértelmezés, irodalomtanítás, valamint József Attila költészete. Oktatott tárgyai között szerepelnek többek között az "Irodalom és társművészetei", "Korunk irodalma" és más multidiszciplináris kurzusok. Tverdota György mellett az egyik leginkább elismert József Attila kutatóként tartják számon. Emellett rendkívül sok erőfeszítést tett a magyar modern irodalom egyik leginkább vitatott korszakának, a népi urbánus vita eredettörténetének, okainak, kontextusának feltárására. Az irodalomértelmezési stratégiák közül a strukturalizmus és a hermeneutika kutatója, emellett élesen kiáll a kulturális fejlődés, oktatás eszménye iránt.

## Művei
- "Egy ki márványból rak falut". József Attila és a folklór (1992)
- A hetedik (József Attila-tanulmányok, 1999)
- Műközelben (Irodalomtörténeti tanulmányok, műelemzések, 1999)
- József Attila (kismonográfia, 2000)
- Eszmélet. In memoriam József Attila (szerkesztette, 2004)
- Egyéniség és valóság (Tanulmányok József Attiláról, 2006)
- A líra logikája. József Attila; Akadémiai, Bp., 2008 (Nemzeti klasszikusok)
- Költők és koruk. Babits Mihály és József Attila; szerk. N. Horváth Béla; Pécsi Tudományegyetem Illyés Gyula Főiskolai Kar, Szekszárd, 2009
- József Attila és kortársai. Tanulmányok, esszék, kritikák; Nap, Bp., 2015 (Magyar esszék)

## Tudományos, szakmai közéleti tevékenység
- MTA Pécsi Akadémiai Bizottság alelnök 2002-2007
- Magyar Irodalomtörténeti Társaság elnökségi tag 2002-
- József Attila Társaság elnökségi tag 2004-
- MAB Irodalomtudományi Szakbizottság tag  2001-2006
- Tanító és Óvóképző Főiskolák Főigazgatói Kollégium elnök 2001-2005
- Nemzetközi Magyar Filológiai Társaság tag
- Magyar Írószövetség tag

## Külföldi tanulmányutak, vendégelőadások
- 2012 Pedagogische Hoschule Voralberg (ERASMUS)
- 2010 Jagillenonian Universiti Krakow
- 2008 Universität Leipzig (ERASMUS)
- 2006 Pädagogische Hochschule Voralberg (ERASMUS)
- 2006 Universität Leipzig (ERASMUS)
- 2004 KATHO (ERASMUS)
- 2001 Goethe Universität Frankfurt am Main (DAAD)
- 2000 Hochschule Feldkirch (ERASMUS)
- 1996 Hogeschool van Amszterdam (MÖB)
- 1994 Goethe Universität Frankfurt am Main (Soros)
- 1993 Universität Eichstätt (DAAD)